# William Foege
William Foege (né le 12 mars 1936 à Decorah en Iowa) est un épidémiologiste américain.
Il a joué un rôle déterminant dans l'éradication de la variole dans les années 1970, en établissant une stratégie innovante de vaccination ciblée alors qu'il était en pénurie de vaccins.
Il a été directeur du Centre d'éradication de la variole de 1970 à 1973, et du centre pour le contrôle et la prévention des maladies (Centers for Disease Control and Prevention, CDC) à partir de 1977.

## Distinctions
Il a été récompensé par de nombreux prix dont le prix Lasker-Bloomberg pour le bien public, le prestigieux Public Welfare Medal de l'académie des sciences ou encore le prix "Future of Life Award" accordé par l'Institut pour l'avenir de la vie.
Un bâtiment de recherche biomédicale de l'Université de Washington a été baptisé à son nom.

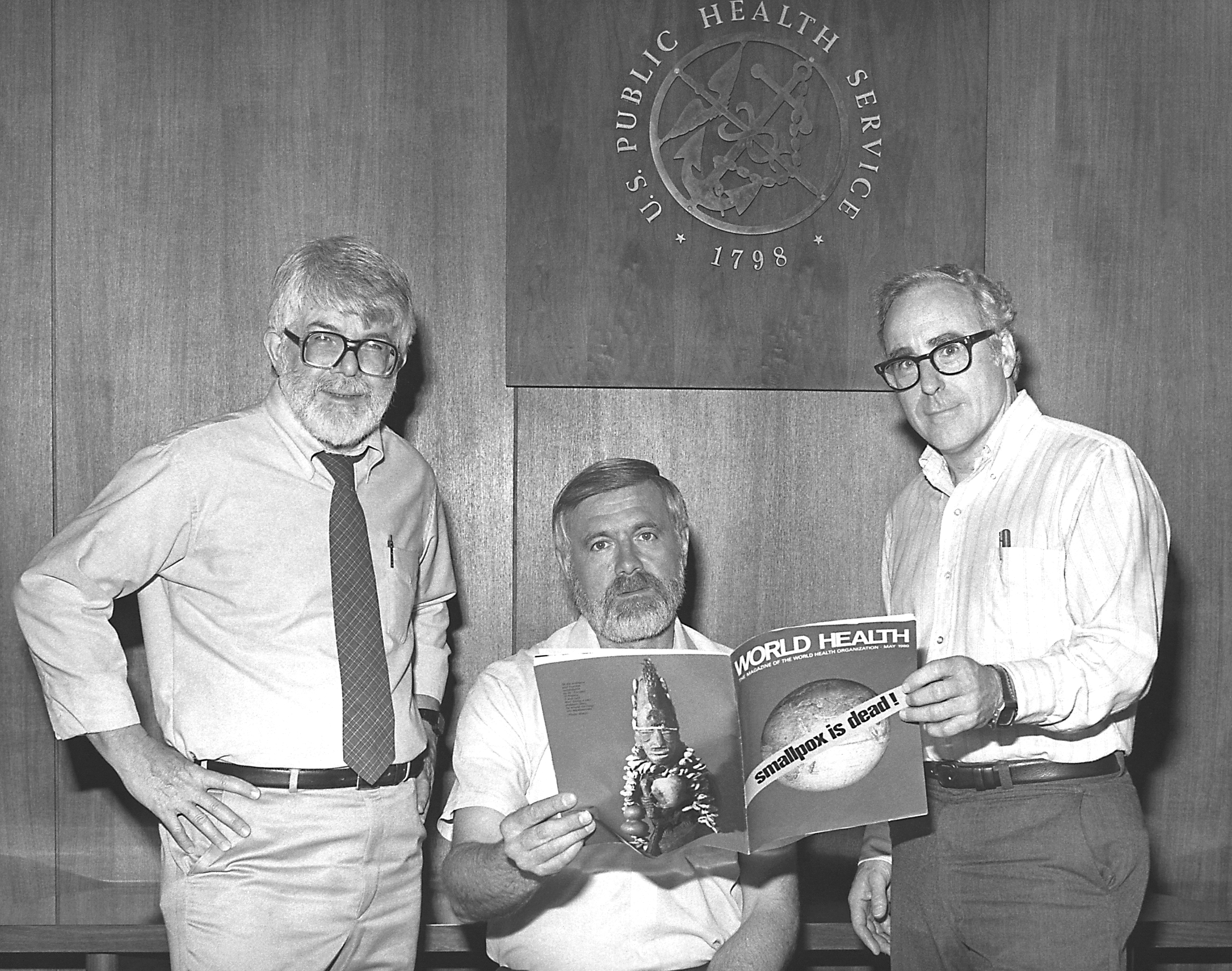
Trois des directeurs successifs du centre d'éradication de la variole en 1980, J. Donald Millar (1966-1970), William Foege (1970-1973) et J. Michael Lane (1973-1981)